# Matchin' Jim
Pour plus de détails, voir Fiche technique et Distribution.
Matchin' Jim est un western, court-métrage muet réalisé par Frank Borzage, sorti en 1916.

## Fiche technique
- Titre original : Matchin' Jim
- Réalisation : Frank Borzage
- Société de production : American Film Manufacturing Company
- Société de distribution : Mutual Film Corporation
- Pays de production :  États-Unis
- Langue : anglais
- Format : Noir et blanc - 35 mm - 1,37:1 - Muet
- Genre : Western
- Durée : 2 bobines
- Date de sortie :
  - États-Unis : 8 septembre 1916

## Distribution
- Frank Borzage
- Harvey Clark
- Dick La Reno
- Ann Little
- Chick Morrison
- Queenie Rosson